# LATAM 파라과이
LATAM 파라과이(영어: LATAM Paraguay)는 파라과이의 아순시온에 거점을 둔 항공사로 1994년 파라과이에 ARPA 항공을 설립하고 소형 기종을 도입해 운항하고 있었다. 1996년 9월 당시 경영 부진에 빠져 있던 라부사 에어 파라과이를 인수 후 합병되어 남아메리카 각국에 취항하는 TAM 메루크스 항공으로 재편했다. 지분 비율은 TAM 항공 94.98%, 파라과이 정부 5.02%를 보유하고 있으며 2008년에 현재의 사명으로 변경했다.

## 운항 노선
- 2012년 7월 기준으로 LATAM 파라과이는 다음과 같은 노선을 운항하고 있다.

## 보유 기종
- 2012년 4월 기준으로 LATAM 파라과이는 다음과 같은 기종을 보유하고 있다.